# Daimy Deflem
Daimy Deflem (Tienen, 4 mei 1994) is een Belgisch voetballer die als aanvaller speelt. Hij speelt sinds 2013 bij Waasland-Beveren.

## Clubcarrière
Deflem debuteerde in het seizoen 2011/12 voor KVK Tienen in de tweede klasse. Het seizoen erna speelde de club in derde klasse, waar Deflem 2 doelpunten scoorde uit 29 competitiewedstrijden. In 2013 trok hij naar reeksgenoot Woluwe-Zaventem, waar hij 4 doelpunten scoorde uit 30 competitieduels. In mei 2014 tekende hij een tweejarig contract bij 
eersteklasser Waasland-Beveren. Hij debuteerde in de Jupiler Pro League op 26 juli 2014 in de thuiswedstrijd tegen Club Brugge, waarin hij een kwartier voor tijd mocht invallen voor Hrvoje Čale.
1 Reus ·
4 Bateau ·
5 Luiz ·
6 Dicke ·
7 Kerrigan ·
8 Servais ·
9 Ola-Adebomi ·
10 Limbombe ·
11 Michiwaki ·
13 Khatir ·
15 Wuytens ·
16 Deman ·
18 Dewaele ·
20 Dassy ·
21 Jans ·
23 Fall ·
24 Moustapha ·
30 Corryn ·
32 Filipovic ·
34 Abrahams ·
43 Coopman ·
77 Ertürk ·
78 Van Hecke ·
84 Lusamba ·
92 Mertens ·
Brüls ·
Coach: Reedijk